# Джеральд Брофловски
Джеральд Брофловски (англ. Gerald Broflovski) — персонаж мультсериала «South Park», отец Кайла, одного из главных героев, и приёмный отец Айка, одного из второстепенных персонажей. Джеральда озвучивал Мэтт Стоун. В эпизоде «Завязывай» Эрик Картман говорит о семье Брофловски как о сербских евреях. Женат на Шейле Брофловски, с которой познакомился в колледже.
Имя Джеральд было дано персонажу в честь отца Мэтта Стоуна.
День рождения Джеральда — 4 октября.

## Внешний облик
Джеральд носит розовую кипу, бледно-зелёный жакет и брюки травяного цвета. У него каштановые волосы, усы и бородка. Под жакетом Джеральд носит майку с дельфинами, так как это его любимые животные. В эпизоде «Внушительные буфера» Джеральд впервые появился без кипы, и подтвердились догадки фанатов о его крупной лысине.

## Характер
Среди всех родителей Саут-Парка Джеральд выглядит наиболее заботливым и рациональным отцом. Он рассказывает Кайлу поучительные моральные истории и обращает на окружающий мир и обстановку в нём куда больше внимания, чем остальные жители Саут-Парка.
Он — любезный, дружелюбный человек, но всё же может быть иногда противным и упорным. У него есть проблемы с азартными играми («Алчность краснокожего»), иногда он слишком одержим деньгами («Панда сексуальных домогательств»), а в прошлом он был наркоманом, зависимым от запаха кошачьей мочи («Внушительные буфера»). По большей части всё же он ответственный и иногда даже чрезмерно заботливый отец.
Джеральд страдает несколько патологической любовью к дельфинам, которая выражается в том, что, в эпизоде «Новая модная вагина мистера Гаррисона» он сделал себе «дельфинопластику» — то есть с помощью пластической хирургии стал выглядеть как дельфин. Однако потом, осознав, что он всё равно не стал настоящим дельфином, он вернулся к человеческому облику.
В эпизоде «Мамаша Картмана — грязная шлюха» упоминалось, что он занимался сексом с Лиэн Картман.
В двадцатом сезоне Джеральд оказывается интернет-троллем.

## Род занятий
Джеральд — практикующий городской адвокат. В частности:
- он вёл дела:
  - об авторских правах Шефа на песню «Вонючие Штаны» (англ. «Stinky Britches») в эпизоде «Шефская помощь»;
  - о множестве сексуальных домогательств в эпизоде «Панда сексуальных домогательств». Первоначально он помог Картману засудить Стэна; потом стал помогать другим детям в аналогичных процессах о сексуальных домогательствах, что в результате привело к процессу «все против всех»;
- в серии «Внушительные буфера» именно он смог ввести закон о запрете на кошек.